# Miocoracias chenevali
Miocoracias chenevali (лат.) — ископаемый вид птиц из раннего миоцена, который учёные выделили в собственный род — Miocoracias, и по сходству морфологических признаков отнесли к семейству сизоворонковых. Останки единственного экземпляра найдены во Франции около Сен-Жеран-ле-Пюи в Mont Merle в 2013 году.

## Этимология
Название рода Miocoracias образовано из двух слов: греческого Mio — приставки слова миоцен и Coracias — научного названия сизоворо́нок. Род в переводе на русский будет «сизоворонка из миоцена». Видовое название chenevali дано в честь учёного Жака Шеневаля (фр. Jacques Cheneval) в знак признания его многочисленных и ценных исследований по орнитофауне Сен-Жеран-ле-Пюи.